# We All Sleep Alone
We All Sleep Alone è il secondo singolo estratto dal diciannovesimo album della cantante-attrice Cher il 28 gennaio 1988 dalla Geffen Records, uscito anche su VHS come video musicale.

## Descrizione
Il brano, dall'album Cher, è stato prodotto da David Geffen e scritto da Jon Bon Jovi, Desmond Child e Richie Sambora (con il quale Cher avrà una relazione). Questa canzone è stata poi remixata da Todd Terry per l'album Believe del 1998.
Cher ha cantato live in quattro dei suoi tour, tra cui il Do You Believe? Tour e il Living Proof: The Farewell Tour.

## Video
Ci sono due versioni del video di We All Sleep Alone. La prima è solo con Cher e Rob Camilletti (il suo fidanzato dell'epoca) in una grande camera da letto, la seconda versione presenta scene del primo filmato ed una clip con ballerini per le strade e un'altra ancora di Cher su un palcoscenico.
Il 31 marzo del 1988, questo video è stato pubblicato come promo su VHS negli Stati Uniti. Nel 2004 è stato ufficialmente commercializzato il DVD della compilation video The Very Best of Cher: The Video Hits Collection.

## Classifiche
| Classifica (1988)                           | Posizione Massima |
| ------------------------------------------- | ----------------- |
| Canada                                      | 27                |
| Polonia                                     | 18                |
| Regno Unito                                 | 47                |
| Stati Uniti                                 | 14                |
| Stati Uniti (Hot Adult Contemporary Tracks) | 11                |